# Вануату на Летњим олимпијским играма 2012.
Вануату је на Олимпијским играма у Лондону 2012. учествовао седми пут као самостална земља. 
Делегацију Вануатуа на овим играма чинило је 5 спортиста (3 мушкараца и 2 жене) који су се такмичили у 3 спорта.
Националну заставу на дефилеу земаља учесникана током свечаног отварања игара 27. јула носила је стонотенисерка Anolyn Lulu. Она је уједно била најстарија у делегацији Вануатуа са 33 године и 207 дана, а најмлађа такође стонотенисерка Yoshua Shing са 19 година 39 дана.
И после ових игара спортисти Вануатуа остали су у групи земаља које нису никад освајале олимпијске медаље.

## Учесници по спортовима
| Спорт       | Мушкарци | Жене | Укупно |
| ----------- | -------- | ---- | ------ |
| Атлетика    | 1        | 1    | 2      |
| Стони тенис | 0        | 2    | 2      |
| Џудо        | 1        | 0    | 1      |
| Укупно 3    | 2        | 3    | 5      |

## Резултати

### Атлетика
Представници Вануатуа у атлетским такмичењима Арнолд Сорина и Janice Alatoa су добили специјалне позивнице за учешће на Играма.
Мушкарци
| Атлетичар Лични рекорд | Дисциплина | Група    | Група     | Полуфинале       | Полуфинале       | Финале           | Финале  | Детаљи |
| Атлетичар Лични рекорд | Дисциплина | Резултат | Место     | Резултат         | Место            | Резултат         | Место   | Детаљи |
| ---------------------- | ---------- | -------- | --------- | ---------------- | ---------------- | ---------------- | ------- | ------ |
| Арнолд Сорина 1:51,13  | 800 м      | 1:54,29  | 8 у гр. 3 | Није се пласирао | Није се пласирао | Није се пласирао | 47 / 56 | ,      |

Жене
| Атлетичар Лични рекорд | Дисциплина | Предтакмичење | Предтакмичење | Група             | Група             | Полуфинале        | Полуфинале        | Финале            | Финале  | Детаљи |
| Атлетичар Лични рекорд | Дисциплина | Резултат      | Место         | Резултат          | Место             | Резултат          | Место             | Резултат          | Место   | Детаљи |
| ---------------------- | ---------- | ------------- | ------------- | ----------------- | ----------------- | ----------------- | ----------------- | ----------------- | ------- | ------ |
| Janice Alatoa 13,45    | 100 м      | 13,60         | 7 у гр. 4     | Није се пласирала | Није се пласирала | Није се пласирала | Није се пласирала | Није се пласирала | 74 / 79 | ,      |

### Стони тенис
Стонотенисери Вануатуа су су се квалификовали на мушки и женски турир у појединачној конкуренцији кроз Океанијске квалификационе турнире.
Мушкарци
| Такмичар     | Дисциплина  | Квал.                                               | 1. коло              | 2. коло              | 3. коло              | 4. коло              | Четвртфин.           | Полуфин.             | Финале               | Детаљи |
| Такмичар     | Дисциплина  | Противник Резултат                                  | Противник Резултат   | Противник Резултат   | Противник Резултат   | Противник Резултат   | Прот. Рез.           | Прот. Рез.           | Прот. Рез.           | Детаљи |
| ------------ | ----------- | --------------------------------------------------- | -------------------- | -------------------- | -------------------- | -------------------- | -------------------- | -------------------- | -------------------- | ------ |
| Yoshua Shing | појединачно | Переира (CUB) · Пор. 0:4 · (2:11, 2:11, 3:11, 3:11) | Није се квалификовао | Није се квалификовао | Није се квалификовао | Није се квалификовао | Није се квалификовао | Није се квалификовао | Није се квалификовао |        |

Жене
| Такмичарка  | Дисциплина  | Квал.                                           | 1. коло               | 2. коло               | 3. коло               | 4. коло               | Четвртфин.            | Полуфин.              | Финале                | Детаљи |
| Такмичарка  | Дисциплина  | Противник Резултат                              | Противник Резултат    | Противник Резултат    | Противник Резултат    | Противник Резултат    | Прот. Рез.            | Прот. Рез.            | Прот. Рез.            | Детаљи |
| ----------- | ----------- | ----------------------------------------------- | --------------------- | --------------------- | --------------------- | --------------------- | --------------------- | --------------------- | --------------------- | ------ |
| Anolyn Lulu | појединачно | Силва (CUB) · Пор. 0:4 · (5:11,9:11, 2:11,3:11) | Није се квалификовала | Није се квалификовала | Није се квалификовала | Није се квалификовала | Није се квалификовала | Није се квалификовала | Није се квалификовала |        |

### Џудо
Мушкарци
Џудиста Nazario Fiakaifonu се квалификовао за џудо турнир у тежинској категорији преко 100 кг добивши једно од два додатна места која је добила Океанија.
| Џудиста            | Дисциплина | 1. коло                             | 1/8 фин.         | 1/4 фин.         | Полуф.           | Фин.             | Репасаж 1          | Репасаж 1/4 фин.   | Репасаж полуфинале | Борба за бронзу    | Поз.             | Детаљи |
| Џудиста            | Дисциплина | Противник Резултат                  | Прот. Рез.       | Прот. Рез.       | Прот. Рез.       | Прот. Рез.       | Противник Резултат | Противник Резултат | Противник Резултат | Противник Резултат | Поз.             | Детаљи |
| ------------------ | ---------- | ----------------------------------- | ---------------- | ---------------- | ---------------- | ---------------- | ------------------ | ------------------ | ------------------ | ------------------ | ---------------- | ------ |
| Nazario Fiakaifonu | + 100 кг   | Пашкевичијус (LTU) · Пор. 0000-0100 | Није се пласирао | Није се пласирао | Није се пласирао | Није се пласирао | Није се пласирао   | Није се пласирао   | Није се пласирао   | Није се пласирао   | Није се пласирао |        |